# Dendragapus fuliginosus
La pernice fuligginosa (Dendragapus fuliginosus (Ridgway, 1873)) è un uccello, appartenente alla famiglia dei Fagianidi e del genere Dendragapus, originario della Catena Costiera Pacifica del Nord America.

Questo uccello è strettamente imparentato con la Pernice blu (Dendragapus obscurus (Say, 1822)) e, in passato, sono state considerate come un'unica specie.

## Descrizione
I maschi di questa specie hanno una grande coda piatta con la punta delle penne grigia. Essi sono di colore scuro e presentano una sacca d'aria dove la gola gialla contornata di bianco; gialla è anche la parte superiore degli occhi. Le femmine sono brune con macchie chiare e scure.

## Diffusione e habitat
Questi uccelli vivono lungo i bordi delle foreste di conifere e di foreste miste tipiche delle regioni montane che vanno dal sud-est dell'Alaska al sud della California. Sono per lo più stanziali e percorrono piccole distanze camminando o compiendo piccoli voli. Durante l'inverno hanno l'abitudine di salire di quota.